# Nationaal park Georgian Bay Islands
Het Nationaal park Georgian Bay Islands (Engels: Georgian Bay Islands National Park) is een nationaal park in Canada. Het park bestaat uit 63 kleine eilanden aan de noordoostelijke kuststrook van de Georgian Bay, de grote baai van het Huronmeer, en onderdeel van de provincie Ontario. Het park werd opgericht in 1929. Met een oppervlakte van 25,6 km² is het een van de kleinste van de nationale parken in Canada. Het park wordt beheerd door Parks Canada en vormt ook een onderdeel van het UNESCO biosfeerreservaat Georgian Bay Littoral.
Het grootste van de eilanden van de Georgian Bay Islands en van het nationaal park is Beausoleil Island, dat eiland alleen heeft een oppervlakte van meer dan 10 km², van de in totaal 25,6 km² die het park vormen.

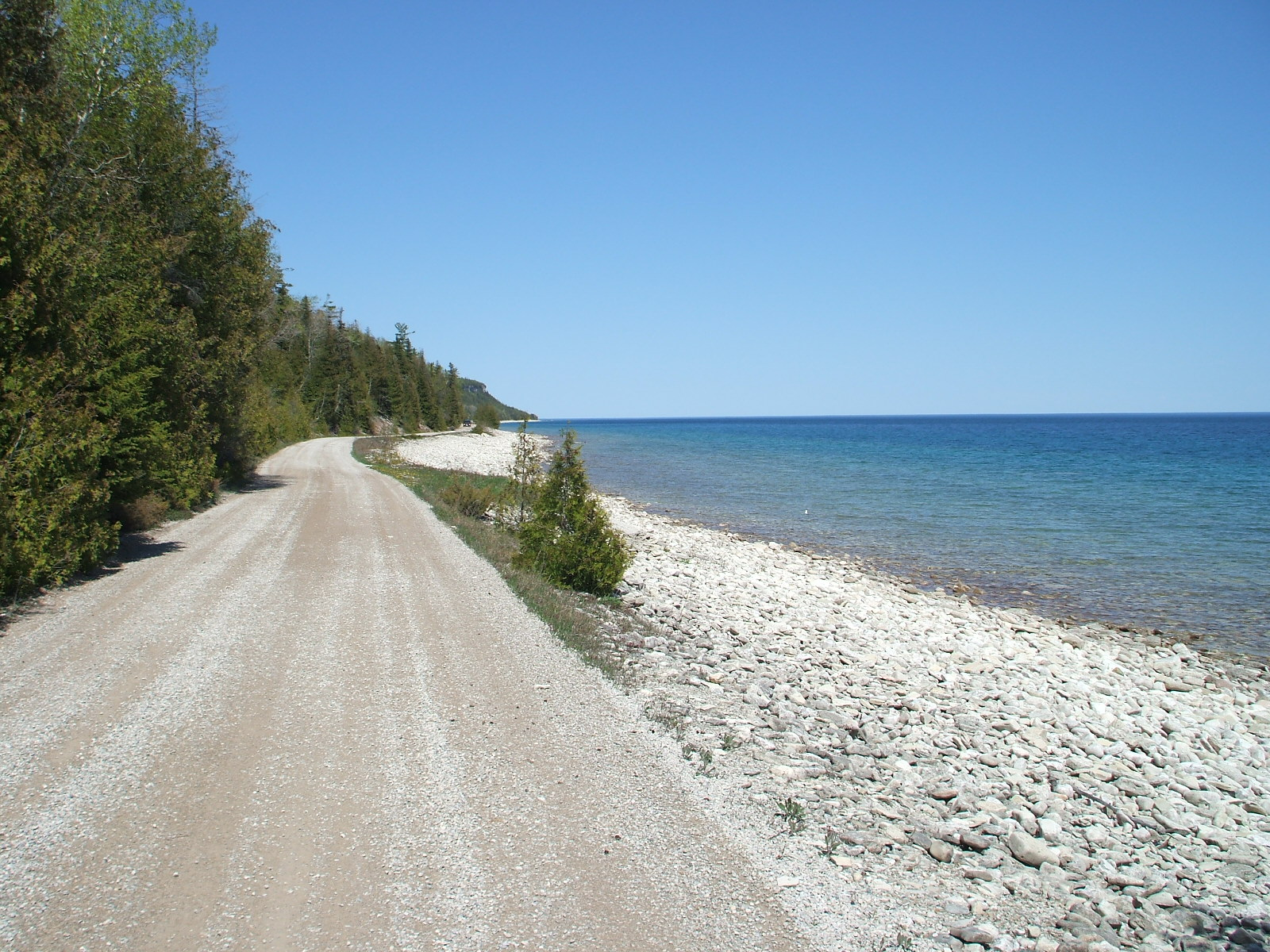
Baan van Dyers Head naar Cabot Head op Beausoleil Island
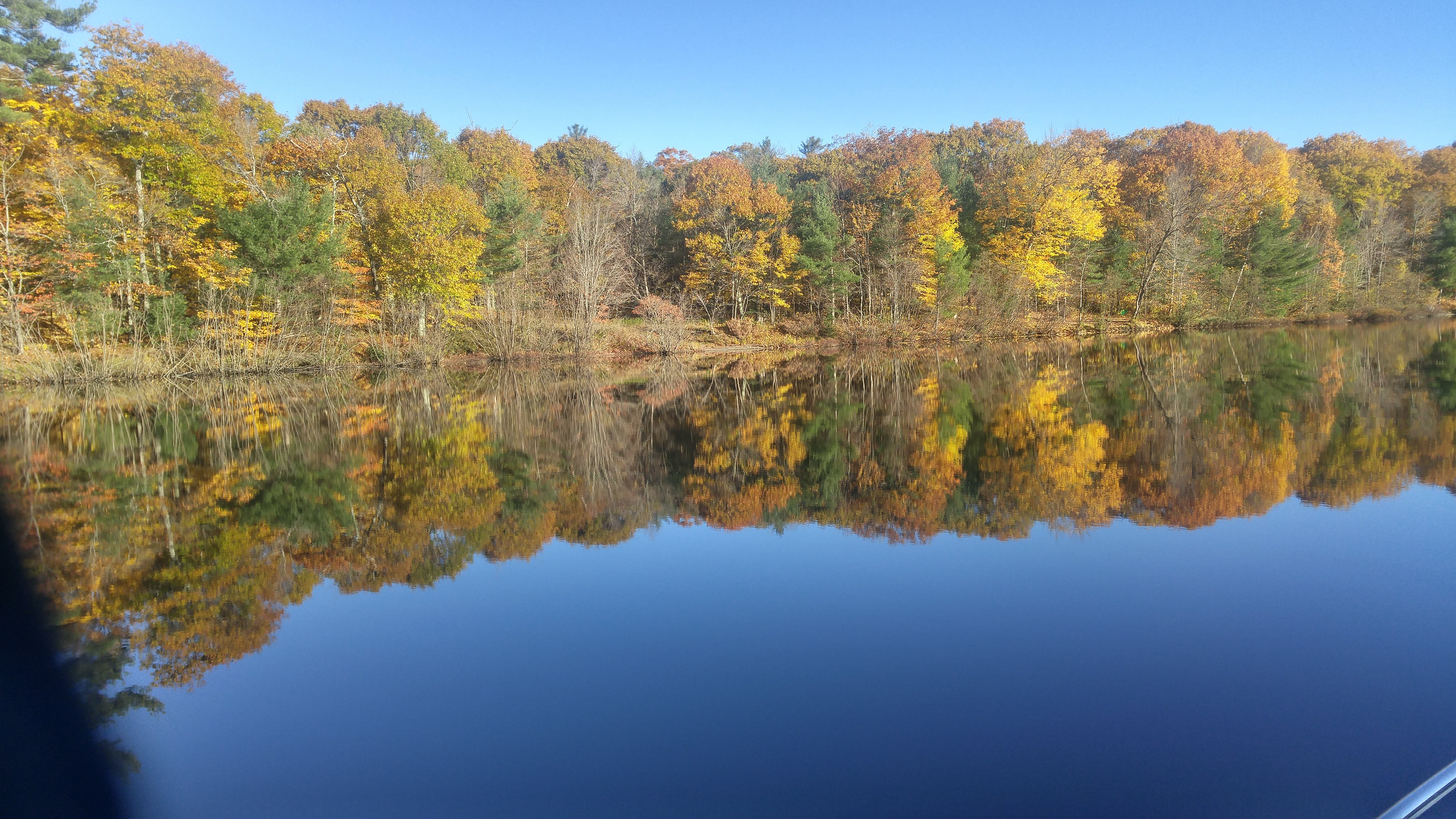